# Табаристан

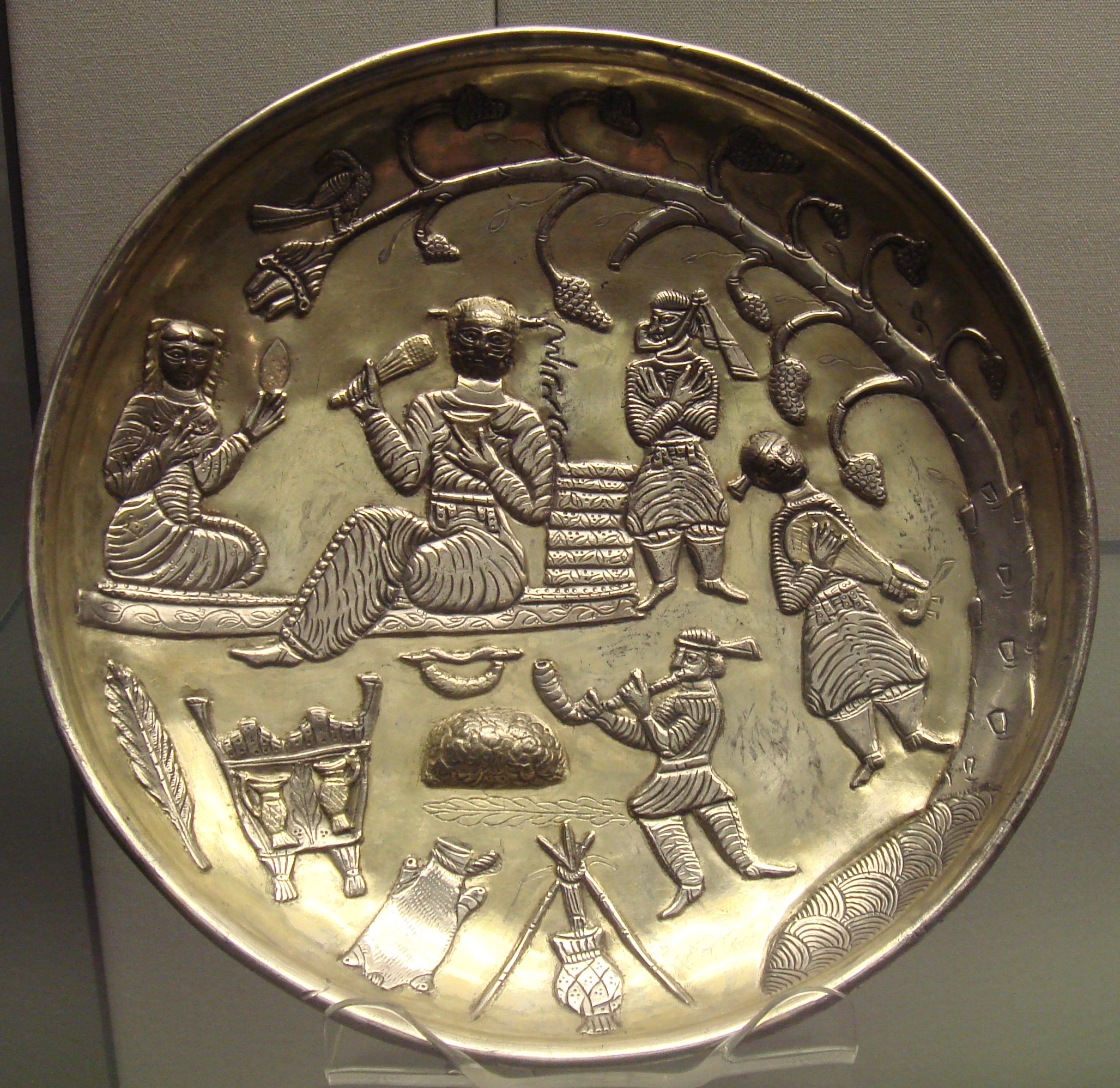
Серебряное позолоченное блюдо Тапурии, VII—VIII вв. Традиция, начатая при Сасанидах и продолжавшаяся после арабских вторжений. Надпись «Anuzhad» Пехлевийское письмо, рядом с наклонной фигурой. Британский музей.

Табариста́н — средневековое (IX—XII века) название провинции, расположенной на южном побережье Каспийского моря (нынешняя территория Ирана), между Гиляном на западе и Хорасаном на востоке. С XIII века известна как Мазендеран.
Абу Исхак Ибрахим Истахри описывает его так:

Табаристан — равнинная талышская земля, там занимаются земледелием и разводят вьючных животных. А язык их не арабский и не персидский… и Амоль, Натил, Чалус, Калар, Руйан, Мила, Бурджи, Чашма-йи Алхам, Сари, Михраван и Таммиших находятся в Табаристане.

История Табаристана изложена Сайедом Захируддином Мараши и издана академиком Б. А. Дорном. В Оксфорде хранится рукопись Мухаммеда сына эль-Хасана, «Тарихи-табаристан», то есть история Табаристана.
При Сасанидах представлял собой независимое владение Мазандаранских правителей. В составе Арабского халифата, при Саманидах, Сельджукидах и монголах здесь правили местные мазендеранские династии. В конце XVI века при шахе Аббасе I местная династия была ликвидирована, а провинция была включена в государство Сефевидов.